# Congelación atmosférica

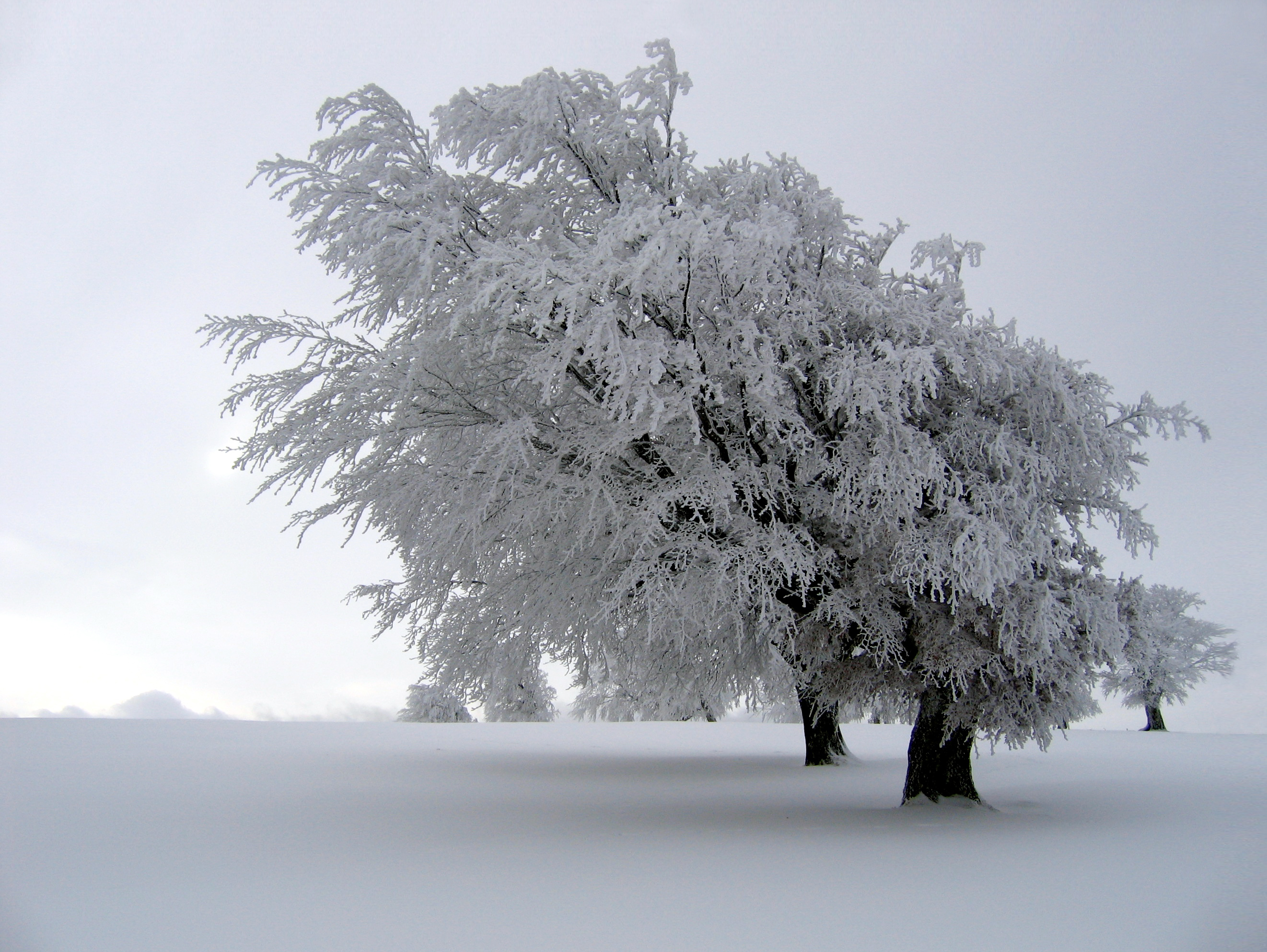
Los efectos de la congelación atmosférica en un árbol.

La congelación atmosférica o engelamiento sucede cuando gotas de agua en la atmósfera se congelan y se crea una capa de hielo en los objetos que tienen contacto con este tipo de atmósfera. 
Esta condición climática es extremadamente peligrosa para los aviones, pues el hielo cambia la aerodinámica del avión causando bloqueos, modificando el perfil alar y causando pérdida de sustentación dando lugar a la entrada en pérdida (stall, en inglés). Por esta razón los sistemas de protección contra el hielo son cruciales y necesarios en los aviones para el deshielo.
No toda el agua se congela a 0 °C o 32 °F. El agua líquida debajo de esta temperatura se encuentra en estado de sobrefusión y sus gotas pueden causar problemas en aeronáutica. Por debajo de −20 °C, la formación de hielo es rara porque las nubes a estas temperaturas por lo general consisten en partículas de hielo en lugar de gotas de agua sobreenfriadas. Por debajo de −42 °C, el agua sobrefusionada no puede existir, por lo tanto es imposible la formación de hielo.
La formación de hielo a causa de la congelación atmosférica también se presenta en torres, aerogeneradores, barcos y en plataformas petroleras y otros objetos expuestos a bajas temperaturas.

## Principales accidentes de aviación provocados por el hielo
- Vuelo 90 de Air Florida (1982)
- Vuelo 1285 de Arrow Air (1985)

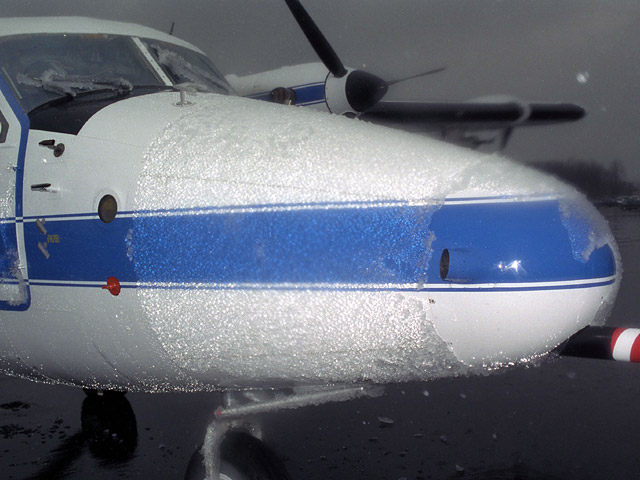
Hielo en un avión. El hielo ha causado numerosos accidentes de aviación.

- Vuelo 1713 de Continental Airlines (1987)
- Vuelo 1363 de Air Ontario (1989)
- Vuelo 2415 de United Express (1989)
- Vuelo 751 de Scandinavian Airlines (1991)
- Vuelo 405 de USAir (1992)
- Vuelo 4184 de American Eagle (1994)
- Vuelo 3272 de Comair (1997)
- Vuelo 670 de Loganair (2001)
- Vuelo 5210 de China Eastern Airlines (2004)
- Vuelo 708 de West Caribbean (2005)
- Vuelo 3407 de Colgan Air (2009)
- Vuelo 447 de Air France (2009)
- Vuelo 883 de Aero Caribbean (2010)
- Vuelo 5428 de Sol (2011)
- Vuelo 5017 de Air Algérie (2014)
- Vuelo 703 de Saratov Airlines (2018)
- Vuelo 2283 de Voepass (2024)